# Villaggio Olimpico (zona di Roma)
Villaggio Olimpico è la zona urbanistica 2A del Municipio Roma II di Roma Capitale.
Si estende sul quartiere Q. II Parioli.

## Geografia fisica

### Territorio
La zona confina:
- a nord con le zone urbanistiche 20D Farnesina e 20A Tor di Quinto
- a est con la zona urbanistica 2Y Villa Ada
- a sud con la zona urbanistica 2B Parioli
- a ovest con la zona urbanistica 2C Flaminio

Il quartiere è tagliato da nord a sud dal viadotto di Corso di Francia. Perpendicolarmente sorge il viale principale: viale XVII Olimpiade.

## Storia

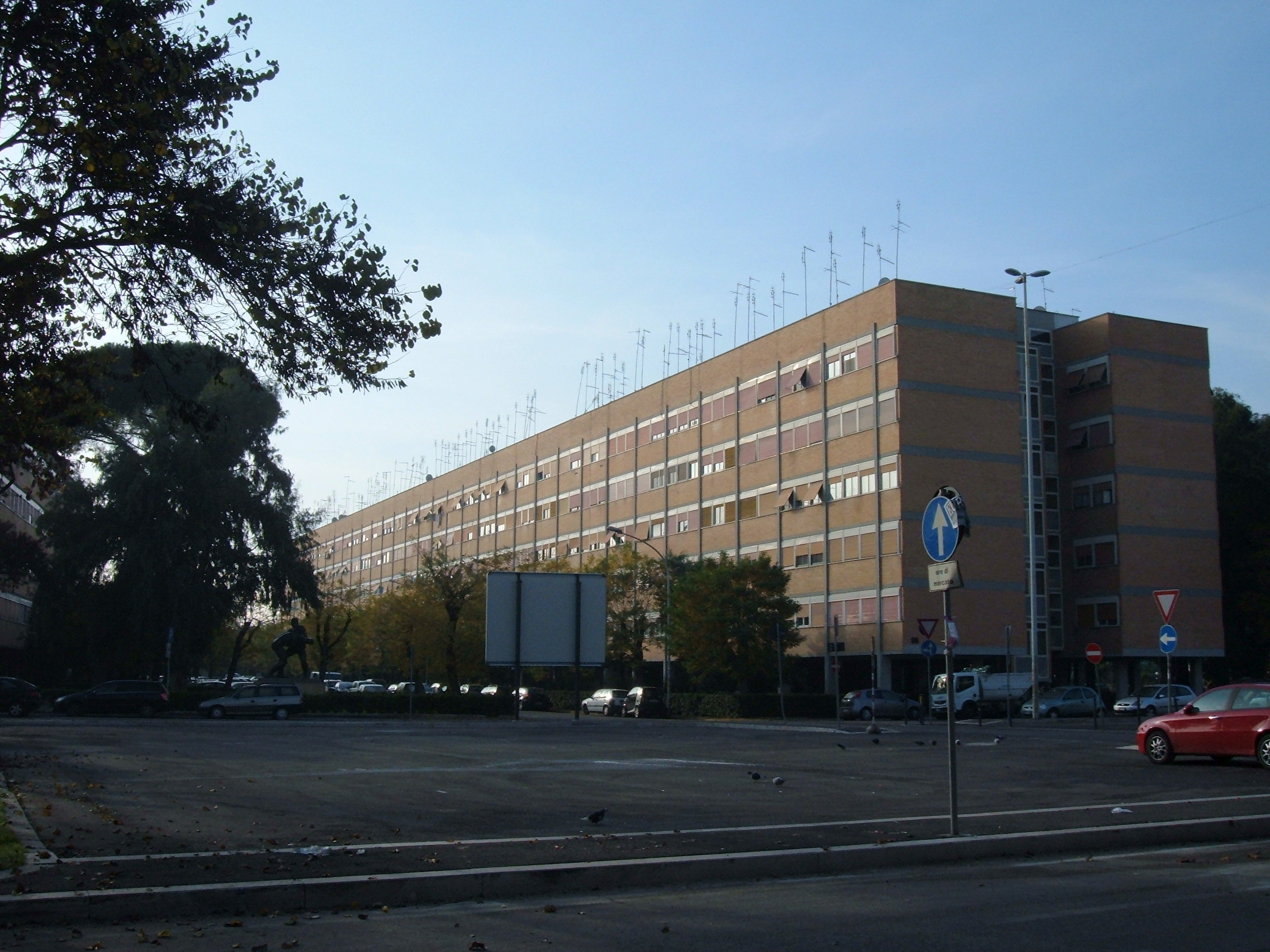
Case in linea realizzate su progetto di Adalberto Libera

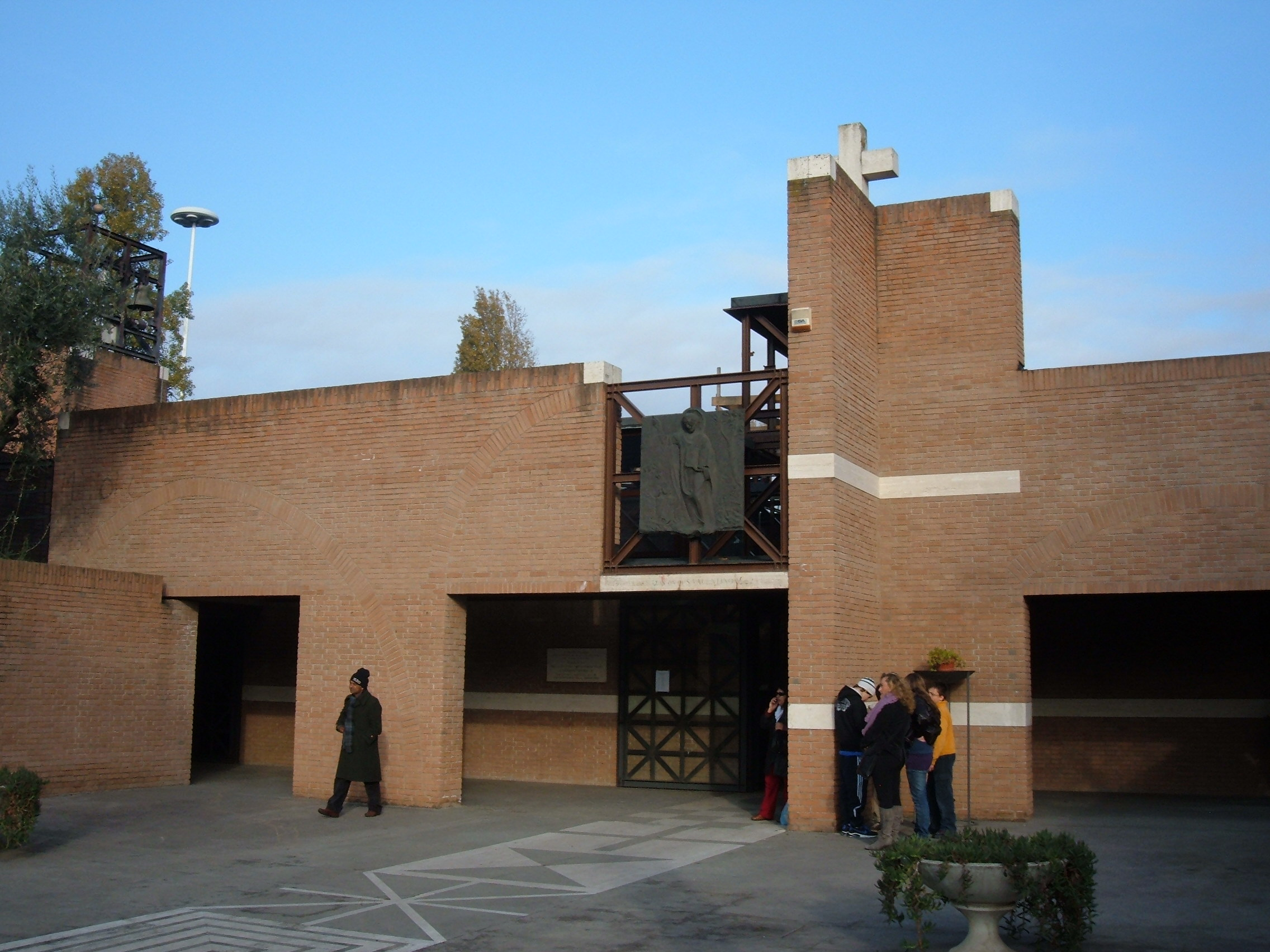
Chiesa di San Valentino, opera di Francesco Berarducci

Il Palazzetto dello sport di Pierluigi Nervi

Nella piana tra la collina di Villa Glori e il Tevere, per gli eventi bellici si era costituito negli anni quaranta del secolo scorso un agglomerato di baracche di sfollati, conosciuto come campo Parioli. Per sgomberare e demolire l'agglomerato, fu colta l'occasione delle Olimpiadi di Roma, nel 1960.
Per ospitare gli atleti, un complesso edilizio nuovo, chiamato appunto Villaggio Olimpico, fu costruito nella piana negli anni 1958-59 su progetto degli architetti Vittorio Cafiero, Adalberto Libera, Amedeo Luccichenti, Vincenzo Monaco e Luigi Moretti. Il complesso immobiliare fu edificato con il contributo economico del fondo pensioni degli impiegati dello Stato, il Comune di Roma ed il CONI. Successivamente, le opere edilizie furono consegnate all'INCIS (Istituto nazionale per le case degli impiegati statali), ed assegnate tramite concorso ad impiegati dello Stato. Costruito invece direttamente dallo stesso INCIS, adottando lo stesso progetto da parte degli stessi architetti, il quartiere gemello sito dalla parte opposta della città, sulla via Ostiense, chiamato Decima. Nel 1972 con lo scioglimento dell'INCIS la gestione del patrimonio passò allo IACP (Istituto Autonomo Case Popolari), con 111 abitazioni, mentre altre 38 sono gestite dal Comune. Nel 1985 gli assegnatari riscattarono fino ad oltre il 90% degli appartamenti, che sono diventati così di proprietà privata.
Per salvaguardare la qualità abitativa e l'organicità del nuovo complesso e creare, al contempo, un asse di scorrimento veloce tra il centro della città lato Parioli e la direttrice Cassia-Flaminia, fu creato il Corso di Francia, viadotto di un chilometro progettato da Pier Luigi ed Antonio Nervi, che scavalca il Tevere sul Ponte Flaminio.
Dopo anni di degrado, che avevano fatto della zona una delle tappe principali della prostituzione di strada, la costruzione e l'avvio dell'attività dell'Auditorium ne ha favorito una forte riqualificazione.
Sono moltissimi i film e le serie TV girati annualmente ai Parioli (più precisamente al Villaggio Olimpico), essendo uno dei più importanti quartieri-simbolo della Capitale.
Analogamente a quello dei Parioli, lo stemma del Villaggio Olimpico è:
Di rosso a due spade d'argento all'elsa d'oro incrociate in decusse e una foglia di palmaverde posta in palo.

## Monumenti e luoghi d'interesse
Nel quartiere sono collocati 4 gruppi bronzei realizzati dallo scultore Amleto Cataldi. I gruppi, raffiguranti il Calcio, la Corsa, la Lotta e il Pugilato, erano in origine collocati sulla faccia dello Stadio Nazionale, impianto sportivo demolito nel 1957 per la realizzazione dello Stadio Flaminio.

### Architetture religiose
- Chiesa di San Valentino, su viale XVII Olimpiade. Chiesa del XX secolo (1986).

Progetto dell'architetto Francesco Berarducci.

### Architetture civili
- Auditorium Ennio Morricone, su viale Pietro de Coubertin. Complesso multifunzionale del XX secolo (1995).

Progetto dell'architetto Renzo Piano.

### Architetture scolastiche
- Liceo Statale Lucrezio Caro (classico e linguistico).

## Geografia antropica

### Odonimia
La maggior parte delle strade sono dedicate ad alcuni paesi che parteciparono ai Giochi della XVII Olimpiade del 1960. A quest'ultimi è dedicato il viale principale del Villaggio.
Altre strade sono dedicate a Pietro de Coubertin, fondatore dei giochi olimpici moderni, Indira Gandhi, politica indiana, Jan Palach, patriota cecoslovacco, e agli olimpionici Giulio Gaudini, Nedo Nadi e Dorando Pietri.
Una strada è dedicata a tutti gli atleti che parteciparono ai Giochi Olimpici: via degli Olimpionici.

## Sport

### Impianti sportivi
- Palazzetto dello Sport, su piazza Apollodoro. Complesso sportivo del XX secolo (1958-60).

Progetto dell'architetto Annibale Vitellozzi in collaborazione con l'ingegnere Pier Luigi Nervi.
- Stadio Flaminio, su viale dello Stadio Flaminio. Complesso sportivo del XX secolo (1957-59).

Progetto dell'architetto Antonio Nervi in collaborazione con l'ingegnere Pier Luigi Nervi.